# صبا فولاد خلیج فارس
شرکت صبا فولاد خلیج فارس یک شرکت سهامی خاص که با شماره ثبت ۲۳۵۸۵۳ در تاریخ ۱۴ آذر ۱۳۸۳ در اداره ثبت شرکتها و مالکیت صنعتی تهران به ثبت رسیده است. این شرکت صنعتی فعالیت خود را طبق ماده ۲ اساسنامه برای احداث یک کارخانه فولادسازی به ظرفیت نهایی ۴/۵ میلیون تن آهن اسفنجی و ۴/۵ میلیون تن بیلت و اسلب در منطقه ویژه صنایع معدنی و فلزی خلیج فارس در ۲۰ کیلومتری غرب بندرعباس واقع در استان هرمزگان متمرکز کرده است.

## تاریخچه
شرکت صبا فولاد خلیج فارس تا تاریخ ۲۵ آبان ۱۳۸۷ توسط مدیران هندی که منتخب از طرف سهامدار هندی بودند (شرکت آریا اینفراستراکچر هلدینگز لیمیتد (AIHL) اداره می‌شد. مدیریت شرکت از تاریخ ۲۵ آبان ۱۳۸۷ به شرکت سرمایه گذاری صندوق بازنشستگی کشوری واگذار شد. این شرکت اکنون از شرکت‌های زیرمجموعه شرکت سرمایه گذاری صندوق بازنشستگی کشوری (هلدینگ صبا انرژی) به حساب می‌آید.
نام شرکت براساس مصوبه مجمع عمومی فوق العاده در تیرماه ۱۳۸۸ به شرکت صبا فولاد خلیج فارس تغییر کرد. براساس آخرین تصمیم شرکت که تحت عنوان برنامه استراتژیک شرکت به تصویب هیئت مدیره رسیده شرکت در فاز اول یک واحد فولادسازی به ظرفیت ۱/۵ میلیون تن در سال، شامل واحد تولید آهن اسفنجی ۱/۵ میلیون تن در سال و واحد ذوب و ریخته‌گری (تولید بیلت) به ظرفیت ۱/۵ میلیون تن در سال در دو مرحله اجرا می‌کند. در شهریور ماه سال ۱۳۸۸ قرارداد واحد احیا به ظرفیت ۱/۵ میلیون تن در سال آهن اسفنجی قالبی (بریکت گرم (HBI)) و امکان شارژ Hot DRI، به کوره ذوب با شرکت ایریتک بصورت EPC منعقد و سایر امور مربوط به فعالیت‌های فاز اول از جمله تاسیسات آب رسانی، گاز طبیعی و برق فشار قوی اجرا شد.

## زمینه فعالیت
زمینه فعالیت شرکت صبا فولاد خلیج فارس در حوزه انجام امور مرتبط با معادن و مواد معدنی، صادرات و واردات انواع مواد اولیه تولیدات نیمه کامل، کالاهای فلزی، واردات و صادرات انواع سنگ‌های معدنی، گندله، بیلت و فولاد گالوانیزه و تولیدات فلزی است. گفته می‌شود شرکت صبا فولاد خلیج فارس نخستین تولید کننده بریکت گرم آهن اسفنجی (HBI) در ایران است که موقعیتِ آن در منطقه ویژه اقتصادی صنایع معدنی و فلزی خلیج فارس در بندرعباس قرار دارد.

## هیئت مدیره
اعضای هیئت مدیره این شرکت شامل پنج نفر است. داریوش رشیدی، رئیس هیئت مدیره، احسان دشتیانه، نائب رئیس هیئت مدیره و مدیر عامل، ابراهیم جانقربانیان، عضو هیئت مدیره، مهراب برزویی، عضو هیئت مدیره و حسین اطمینان اعضای هیئت مدیره این شرکت را تشکیل می‌دهند.

## تولید
در بررسی عملکرد ۱۶ شرکت فولادی که توسط تحلیلگران اقتصادی منتشر شد در سال ۱۴۰۳، ۵ شرکت کاهش و ۱۱ شرکت رشد تولید را در کارنامه به ثبت رساندند. شرکت صبا فولاد خلیج فارس به عنوان تولید کننده بریکت آهن اسفنجی با تولید یک میلیون و ۲۳۲ هزار تن بریکت اسفنجی بیشترین رشد تولید معادل ۴۸٫۵ درصد را در زنجیره فولاد از آن خود کرد. صبا فولاد خلیج فارس در شهریور ماه سال ۱۴۰۳رکورد 132 هزار و 848 تن بریکت گرم در تولید ماهیانه را ثبت کرد.

## فعالیت
موضوع فعالیت شرکت صبا فولاد خلیج فارس، طبق ماده 2 اساسنامه‌ی این شرکت به شرح موارد زیر عنوان شده است.
- خرید انواع مواد معدنی
- انجام کلیه امور مرتبط با معادن و مواد معدنی
- صادرات و واردات انواع مواد اولیه تولیدات نیمه کامل
- واردات و صادرات انواع سنگهای معدنی، گندله، بیلت و فولاد گالوانیزه و تولیدات فلزی
- اجاره معادن
- اجرای کلیه پروژه‏ های مربوط به کالاهای فلزی و غیر فلزی
- کالاهای فلزی و غیرفلزی تمام شده با و بدون روکش
- فرآوری سنگ آهن، روی و غیره

## سهامداران
شرکت صبا فولاد خلیج فارس دارای پنج سهامدار شامل شرکت سرمایه گذاری صندوق بازنشستگی کشوری، صندوق بازنشستگی کشوری، شرکت بازرگانی صندوق بازنشستگی کشوری، شرکت صبا آرمه و شرکت تجارت پارس سبا که شرکت سرمایه گذاری صندوق بازنشستگی کشوری و صندوق بازنشستگی کشوری سهامداران عمده‌ی این شرکت هستند.

## گواهینامه
(9001:2015 ISO)، (14001:2015 ISO)، (45001:2018 ISO) و (10015: 2019 ISO) گواهینامه‌های این شرکت هستند که از طرف شرکت SGS صادر می‌شود.